# CLU (프로그래밍 언어)
CLU는 바바라 리스코프와 그녀의 제자들이 1973년부터 매사추세츠 공과대학교에서 개발했던 프로그래밍 언어이다. 광범위하게 사용되지는 않았지만 현재 널리 사용된 수많은 기능들을 도입했으며 객체 지향 프로그래밍(OOP)의 발전에 한 걸음 다가간 것으로 간주된다.
주로 기여한 기능으로는 추상 자료형, 공유에 의한 호출, 반복자, 다중 반환 값 등이 있다. 생성자와 메소드를 포함한 클래스를 사용한 것으로도 알려져 있다. (상속 개념은 없다)
CLU의 문법은 알골에 기반을 두었다.

## 복소수 구현체 예시
```
    complex_number = cluster is add, subtract, multiply, ...
        rep = record [ real_part: real, imag_part: real ]
        add = proc ... end add;
        subtract = proc ... end subtract;
        multiply = proc ... end multiply;
        ...
    end complex_number;

```